# Norvégia vasúti közlekedése
A fjordokkal és hegyekkel tagolt, alacsony átlaghőmérsékletű Norvégia teljes területén nehézségeket okozott az infrastruktúra kiépítése. Emiatt a vonalaik majd mindegyike igen látványos tájakon vezet keresztül. A vasúthálózat hossza 4114 km, teljes egészében normál nyomtávolságú, ebből 2552 km villamosított 15 kV váltakozó árammal.

## Vasúti liberalizáció
Noha Norvégia nem része az Európai Uniónak (EU), így annak szabályozását sem lenne kötelező átvennie, mégis úgy döntött, hogy Európa többi országához hasonlóan ő is feldarabolja korábbi monopolhelyzetű állami vállalatát.
Svájc és Norvégia önkéntes végrehajtása e téren jól mutatja, hogy a vasúti liberalizáció, a nagy állami vasutak feldarabolása nem EU-s ügy.
A korábbi Norges Statsbaner (NSB) három cégre oszlott. Az NSB BA a személyszállítást viszi tovább, CargoNet AS néven az árufuvarozás működik, és a Mantena AS-hez került valamennyi gördülőeszköz, beleértve a járműjavítókat is. A 4077 km pálya fenntartását a Jernbaneverket társaság végzi.
Az NSB BA további cégeket hozott létre. A Flåm Utvikling AS a világ egyik, ha nem a legszebb vasútvonalaként számon tartott Myrdal–Flåm közötti 20 km-es szárnyvonalon közlekedteti a vonatokat. Tekintettel a vonal kurrens voltára és a nemzeti forgalomban betöltött csekély szerepére, ezt igen drága menetjegy-ár mellett teszi. És mivel „magánvasút”, így a cég azt is megtehette, hogy a nemzetközi jegyekre csak 30% kedvezményt ad.
A Flytoget AS leányvállalat Oslo Sentral és az Oslói repülőtér között üzemelteti a 20 percenként közlekedő modern és gyors vonatokat. A járatok az 52 km-es utat 19–22 perc alatt teszik meg 210 km/h-s legnagyobb sebességgel. E társaságot 2004 (?) táján eladta magánbefektetőnek a norvég állam.

## Személyszállítás
A norvég vonatok évente 45 millió embert szállítanak. Az elővárosi forgalom Oslo környékén jelentős csak igazán. A távolsági forgalom nagyobb része négy vonalon bonyolódik. Ezek mindegyike „magasan jegyzett” a vasútvonalak szépség listáján. Így a Norvég vasúthálózaton való utazás elmaradhatatlan része a norvégiai (kör)utazásoknak is. A jelentős mennyiségű turista egész nyáron teljesen megtölti a vonatokat majd minden vonalon. Télen pedig a norvégok kelnek nagy számban útra, síelési szenvedélyüknek hódolni. Az lebilincselő és változatos tájon kívül a természeti jelenségek is sok embert vonzanak ebbe a különleges földrajzi helyzetű országba. Az északi vonalak jellemzője, hogy nyáron az éjszakai vonat is világosban teszi meg az útjának nagyobbik részét.
Európa legszínvonalasabb motorvonatai állnak az utasok rendelkezésére több vonalon is. A távolsági forgalomban több kötelező helybiztosítású vonat jár. Ezekre 40 koronás (1200 forintos) díjat kell fizetni a menetjegy mellé. A rendszer érdekessége, hogy egy utazás alkalmával csak egyszer kell e díjat megfizetni, még ha az ember több átszállással is éri el az útját.
A norvég állam – felismerve, hogy a személyszállítás nem képzelhető el állami támogatás nélkül – sajátos módját választotta a társaság terheinek mérséklésére. Mivel a személyszállítás területén sehol nem alakultak ki párhuzamosan szolgáltató társaságok Európában, úgy vélték Norvégiában sem lesz ez másképpen. Így megtakarítva a pályahasználati díjjal foglalkozó szervezet kiépítését, a menetrend szerinti személyvonatok díjmentesen vehetik azt igénybe. Természetesen a részben privatizált árufuvarozási cég fizet a pálya használatáért.

## Árufuvarozás
A 8 millió tonnát fuvarozó CargoNet áruszállító cég szoros együttműködésben dolgozik a svéd Green Cargóval, a legjelentősebb svéd árufuvarozási céggel, aminek 55%-os többségi tulajdona is van norvég társában. E kapcsolat már csak azért is szükséges, mert Norvégiának csak Svédország felé van közös vasúti határátmenete. A nem túl jelentős árumennyiség, aminek nagy részét az ország déli részén szállítják, így is az EU-15-ök átlagának megfelelő 14,3%-os részaránynak számít.

## Nemzetközi kapcsolatok
A norvég hálózat négy helyen kapcsolódik a svéd hálózathoz. A legdélebbi vonalon Oslo–Göteborg–Koppenhága között teremtődik kapcsolat napi két pár SJ X2000-es típusú nagysebességű vonattal, mely a Linx vasúttársaság üzemeltetésében közlekedik.
A második vonal a két fővárost Oslót és Stockholmot köti össze napi három nappali vonatpárral, melyek mindegyike X2000-es nagysebességű vonat. Ez is Linx vonat. Úgy tűnik azonban, nem sokáig. Szó volt róla, hogy e viszonylaton 2004 decemberében megszűnnének a közvetlen vonatok. Ennek oka, hogy a négyórás menettartam sem árban, sem időben nem versenyképes a légiközlekedéssel.
A harmadik vonal Közép-Norvégia legjelentősebb városát, Trondheimet köti össze a svéd Storlien és Östersund városokkal. A vonalon a személyvonatokat a „Nabotaget” társaság üzemelteti. A napi kétpár vonat előnyére vált, hogy nem az NSB és nemcsak Storlienig közlekedteti, a vonatok száma nem változott, de a csatlakozások sokkal jobbak lettek.
A negyedik vonal a legérdekesebb. Messze az északi sarkkör felett húzódik egy összeköttetés az Északi-tenger partján fekvő Narvikból Kirunán át a Botteni-öbölig. A Malmbanan vonalát a zord körülmények ellenére a kirunai körzet gazdag és jó minőségű vasérc vagyonának bányászata hívta életre. A Golf-áramlat hatására ugyanis a narviki kikötő télen-nyáron képes hajókat fogadni. A vonalon a mai napig a teherszállítás a mérvadó. Európa legnehezebb vonatait a legnagyobb mozdonyok vontatják. A nem ritkán 5000 tonnás tehervonatok közt szinte elvész a napi három pár személyvonat.
A tehervonatokat a bányatársaság leányvállalata üzemelteti. Lényegében saját kézben tartva a szállítást. A „Luossavaara–Kirunavaara Aktiebolaget” nevű bányatársaság fő tulajdonosként létrehozott egy svéd vasútvállalatot az állami SJ minimális részesedésével Malmtrafik i Kiruna AB, egy norvégot pedig az NSB-vel közösen Malmtrafikk AS néven a teherszállítás lebonyolítása céljából, hogy a vasércet Kirunából és Malmbergetből a norvég Narvikba és a svéd Luleåba a tengerekhez szállítsa. Az évek során el tudták érni, hogy a 40 km-es norvég szakaszon, mely nem kapcsolódik a norvég hálózat többi részéhez, személyzetcsere nélkül végig közlekedhessenek a vonatok. E sikert az tette lehetővé, hogy mivel mindkét országban a bányavállalat vasútüzeme működik, a „partner céget” nem, csak a norvég vasúti hatóságot kellett meggyőzni.
Nem volt ilyen szerencsés a személyszállítás. A svéd privatizáció során 2000. január 10-én menetrendváltástól a norvég oldal szomszédja, az állami SJ helyett egy magántársaság, a Svenska Tågkompagniet AB lett.  Szokásjog alapján minden ment tovább az eddigi módon, a svéd cég norvég futásteljesítményét egy-két norvég vagon svédországi futásával egyenlítette ki, az NSB a személyzetet pedig a határon cserélték. A svéd cég e vonatait 2003 júniusától átadta a Connex Sverige cégnek. A Connex kenyértörésre vitte a kérdést az NSB-vel, aminek az lett kis híján a következménye, hogy az átvételtől a 40 km-es norvég szakaszon megszűnt volna a személyszállítás, illetve azt az NSB-nek az eddigi gyakorlattal szemben komplett szerelvényekkel és személyzettel kellett volna végeznie.
A nemzetközi felháborodás és aggodalom a vonal sorsa felett, no meg a norvég turizmus érdekei hatására Ofotbanen AS néven egy társaságot alapítottak a norvég szakasz személyszállítási tevékenységét ellátandó az NSB helyett, mely cég a térségben monopol helyzetű Connexszel megegyezésre tudott jutni.
Látható, hogy az EU által megkövetelt szabályozások képesek lehetnek a teherszállítási piacon rugalmasabb és olcsóbb szolgáltatást létrehozni, de a (nemzetközi) személyszállítás terén több kérdést vethet fel, mint amennyit megold.

## Vasúti kapcsolata más országokkal
- Svédország – azonos nyomtávolság, azonos áramrendszer
- Dánia – azonos nyomtávolság, azonos áramrendszer
- Finnország – eltérő nyomtávolság
- Oroszország – eltérő nyomtávolság, Svédországon vagy Finnországon keresztül